# 7486 Hamabe
7486 Hamabe è un asteroide della fascia principale. Scoperto nel 1994, presenta un'orbita caratterizzata da un semiasse maggiore pari a 2,2192658 UA e da un'eccentricità di 0,1663161, inclinata di 3,59925° rispetto all'eclittica.